# Lycidas speculiferus
Lycidas speculiferus är en spindelart som först beskrevs av Simon 1909.  Lycidas speculiferus ingår i släktet Lycidas och familjen hoppspindlar. Inga underarter finns listade i Catalogue of Life.